# آموزگار (مینی‌سریال)
آموزگار (به انگلیسی: A Teacher)، یک مینی‌سریال آمریکایی در ژانر درام است که توسط هانا فیدل خلق شده‌است. فیدل، فیلم‌نامه این فیلم را بر اساس فیلمی به همین نام که خودش در سال ۲۰۱۳ ساخته بود، نوشته‌است. کیت مارا و نیک رابینسون ستارگان سریال هستند.
مارا علاوه بر بازی در نقش اصلی، یکی از تهیه‌کنندگان پروژه نیز است. آموزگار، داستان یک معلم زن دبیرستان را دنبال می‌کند که با یکی از شاگردان جوان خود وارد یک رابطه احساسی و جنسی می‌شود. رابطه‌ای که از نظر وجه غیرقانونی و نامتعارف خود، زندگی هردو شخصیت را به طرز پیچیده‌ای بهم گره می‌زند.
آموزگار برای نخستین‌بار در تاریخ ۱۰ نوامبر ۲۰۲۰ توسط اف‌ایکس منتشر شد. سریال، نقدهای مثبتی دریافت کرد و در زمینه اجرای مارا و رابینسون تحسین شد اما از نظر ریتم و قابل پیش‌بینی بودن داستان مورد انتقاد قرار گرفت.